# نیجو آکیزانه

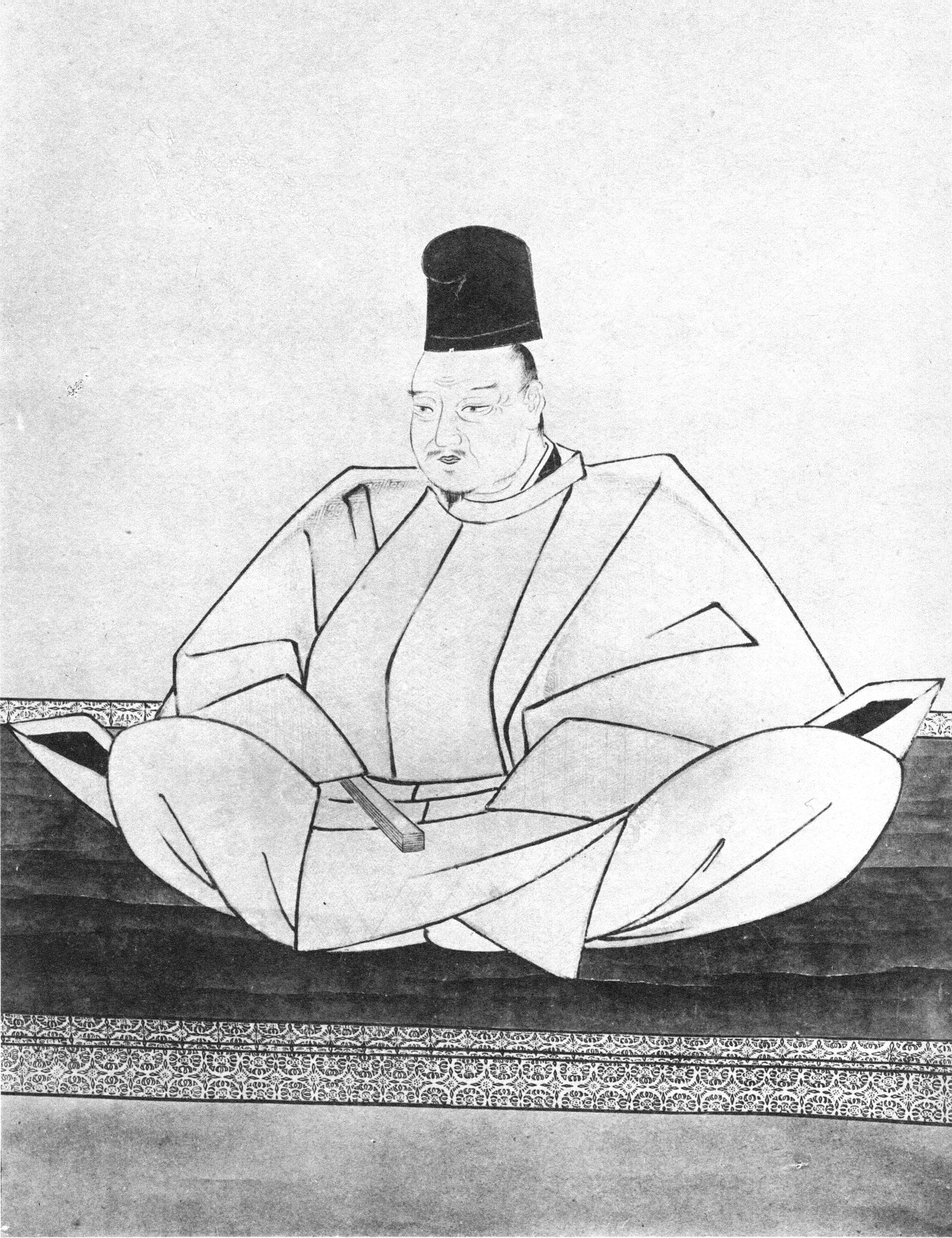
نگاره‌ای از نیجو آکیزانه، فرزند نیجو هارویوشی

نیجو آکیزانه (به ژاپنی: 二条 昭実 Nijō Akizane) (۲ دسامبر، ۱۵۵۶ – ۲۳ اوت، ۱۶۱۹) فرزند نیجو هارویوشی یک کوگیو (مقام درباری) در دوره آزوچی-مومویاما و اوایل دوره ادو بود. وی دو بار مقام کانپاکو را در دست داشت یک بار در سال ۱۵۸۵ و بار دیگر از ۱۶۱۵ تا ۱۶۱۹ این مقام را برعهده داشت. وی هم با دختر اودا نوبوناگا بنام سان نو مارو دونو به عنوان همسر اصلی و هم با دخترخوانده وی بنام «ساگو نو کاتا» به عنوان همسر غیر اصلی ازدواج کرد. این زن و شوهر پسر کوجو یوکی‌ایه را به فرزندخواندگی خود درآوردند که این فرزندخوانده به عنوان نیجو یاسومیچی شناخته می‌شود. وی به همراه توکوگاوا ایه‌یاسو و توکوگاوا هیده‌تادا سه نفری بودند که قانون کینچو نارابینی کوگِه‌شو هاتّو (禁中並公家諸法度 Kinchu Narabini Kuge Shohatto) را در سال ۱۶۱۵ امضاء کردند.